# Teodosio Monomaco
Teodosio Monomaco (in greco Θεοδόσιος Μονομάχος?, Theodosios Monomachos; fl. XI secolo) era un importante nobile bizantino e nipote dell'imperatore Costantino IX Monomaco. Quando il successore di Costantino, l'imperatrice Teodora, morì nel 1056, Monomaco cercò di usurpare il trono, ma fallì miseramente, fu esiliato e divenne uno zimbello nell'impero.

## Carriera
Teodosio Monomaco era nipote di un altro Teodosio Monomaco, importante burocrate sotto Basilio II e Costantino VIII e nipote dell'imperatore Costantino IX Monomaco, sovrano dell'Impero bizantino. Nel 1056 era in carica come presidente del Senato bizantino, un importante ruolo amministrativo riservato ai membri anziani dell'aristocrazia.

## Candidatura al trono

### Antefatto
Costantino IX morì l'11 gennaio 1055 senza un erede legittimo. In punto di morte, fu convinto dai suoi consiglieri a ignorare i diritti dell'anziana imperatrice Teodora e a passare il trono al doux (duca) del Thema di Bulgaria, Niceforo Proteuon. Il piano fu scongiurato da Teodora, che rivendicò con forza il suo diritto di governare. Rientrò a Costantinopoli dal ritiro monastico in cui era confinata, convocò il Senato e fu proclamata "imperatrice" dalla guardia imperiale, poco prima che Costantino morisse. Teodora era in buona salute, attiva e poco incline ad affrontare la propria morte, nonostante i suoi settantasei anni. Il patriarca Michele Cerulario sostenne la necessità di far avanzare al trono un suddito attraverso il matrimonio con lei, cosa che avrebbe assicurato la successione. Teodora rifiutò di prendere in considerazione un matrimonio simbolico o di nominare un erede al trono. Alla fine di agosto del 1056 si ammalò gravemente di una malattia intestinale. Il 31 agosto i suoi consiglieri scelsero Michele Bringa, un anziano funzionario ed ex ministro delle finanze militari (logothetēs toū stratiōtikou), come imperatore. Secondo Michele Psello (1017/18-1078/96) la sua principale attrattiva era che "era meno qualificato per governare che per essere governato e diretto da altri". Teodora non era in grado di parlare, ma i suoi ministri decisero che aveva annuito al momento opportuno; il Patriarca si rifiutò di crederci.

### Colpo di stato fallito
Quando Teodosio Monomaco seppe che Teodora stava morendo, pensò che sarebbe stato scelto come prossimo imperatore. Saputo dello stallo, decise di forzare la situazione. Armò i suoi schiavi domestici e prese d'assalto la prigione, armando i detenuti. Con questo nucleo di sostegno e assistito dal figlio, radunò una folla dietro di sé e marciò per le strade di Costantinopoli fino al Palazzo. Lì i suoi sostenitori alla corte imperiale speravano di presentare ai loro colleghi un fatto compiuto, simile a quello di Teodora dell'anno precedente. Quando la Guardia variaga, le guardie del corpo imperiali, ne ebbe notizia, si formò fuori dal Palazzo per fermarlo. Furono rinforzati da un gruppo di marinai frettolosamente radunati dai vicini moli imperiali. Monomaco si perse d'animo e si diresse verso Santa Sofia, la cattedrale principale, per ottenere l'appoggio del Patriarca.
Quando arrivò, molti dei suoi seguaci si erano allontanati. Inorridito dall'imminente sommossa nelle strade, il Patriarca gli sbarrò le porte della cattedrale. Il Patriarca si precipitò a Palazzo, dove Bringa fu incoronato come Michele VI; Teodora morì più tardi lo stesso giorno. Teodosio e suo figlio furono catturati seduti sui gradini esterni della chiesa, abbandonati da tutti. Sorprendentemente, questa azione fu trattata come teatro di strada piuttosto che come tradimento; Michele VI si limitò a esiliarli a Pergamo. Ciò aumentò la popolarità del nuovo imperatore presso i cittadini della città, che si fecero apertamente beffe di Teodosio, componendo versi insultanti sul suo fallito colpo di stato e gridando "L'imbecille Monomaco ha fatto tutto quello che gli è venuto in mente". Per le strade di Costantinopoli era ricordato come "Monomaco l'imbecille".

### Fonti primaire
- Giovanni Scilitze, Sinossi della storia.
- Giovanni Zonara, Epitome delle storie.

### Fonti secondarie
- (EN) George Finlay, History of the Byzantine Empire from 716 – 1057, William Blackwood & Sons, 1853, OCLC 602496075.
- (EN) Lynda Garland, Byzantine Empresses : Women and Power in Byzantium AD 527–1204, Routledge, 1999, ISBN 978-0-415-14688-3, OCLC 49851647.
- (EN) John Julius Norwich, Byzantium : the apogee, Penguin, 1993, ISBN 0-14-011448-3, OCLC 30781779.
- (EN) Warren T. Treadgold, A History of the Byzantine State and Society, Stanford University Press, 1997, ISBN 978-0-8047-2630-6, OCLC 37154904.